# Baron Davis
Baron Walter Louis Davis  (Los Angeles, 13. travnja 1979.) američki je profesionalni košarkaš. Igra na poziciji razigravača, a trenutačno je član NBA momčadi Los Angeles Clippers. Izabran je u 1.krugu (3. ukupno) NBA drafta 2001. od strane Charlotte Hornets.

## Rani život
Davis je rođen u Los Angelesu, a njegova baka i skrbnica poticale su ga od malih nogu da igra košarku. Upravo je time dobio stipendiju za privatnu srednju školu Crossroads School. Na četvrtoj godini odveo je momčad do osvajanja "Championship of The Beach Ball Classic" natjecanja. Izabran je u All-Tournament momčad te je na kraju sezone primio brojne nagrade, uključujući nagradu "Gatorade" za igrača godine i izaban je u Parade All-American momčad te je izborio mjesto u McDonald's All-American momčadi.

## Sveučilište
Nakon srednje škole odlučio je pohađati sveučilište UCLA. 1998. godine Davis je proglašen Pac-10 Freshmanom godine i izabran je u All-American treću petorku. Tijekom dvije godine na sveučilištu, Davis je prosječno postizao 13.6 poena i 5.1 asistencija. Nakon završetka druge godine Davis se prijavio na NBA draft.

## NBA

### Charlotte/New Orleans Hornets
Izabran je kao treći izbor NBA drafta 1999. od strane Charlotte Hornetsa. U svom debiju protiv Orlando Magica, Davis je postigao 9 poena, 5 skokova, 2 asistencije i 1 ukradenu loptu te pomogao svojoj momčadi da dođe do pobjede rezultatom 100:86. U rookie sezoni Davis je bio tek treći razigravač momčadi dok je u drugoj sezoni startao u sve 82 utakmice i prosječno postizao 13.8 poena, 5 skokova, 7.3 asistencija i 2.1 ukradene lopte. Odveo je Hornetse do drugog kruga doigravanja gdje su izgubili od Milwaukee Bucksa u sedam utakmica. U sezoni 2001./02. Davis je startao u sve 82 utakmice i prosječno postizao 18 poena i 8.5 asistencija te je kao zamjena za ozlijeđenog Vincea Cartera ostvario nastup na All-Star utakmici. U ljeto 2002. godine Hornetsi su preselili iz grada Charlottea u New Orleans. 
Davis je ponovno odveo Hornetse do doigravanja, ali su u iduće dvije sezone oba puta ispali već u prvom krugu. Tijekom boravka u New Orleansu ozljede ga nisu zaobilazile te je s njima imao dosta problema.

### Golden State Warriors
24. veljače 2005. Davis je mijenjen u Golden State Warriorse u zamjenu za Speedy Claxtona i Dalea Davisa. S tadašnjim suigračem Jasonom Richardsonom stvorio je jedan od moćnih tandema na vanjskim pozicijama. Nakon neuspjeha, uprava Warriorsa je u sezoni 2006./07. na mjestu glavnog trenera zaposlila Dona Nelsona. Nelsonova ofenzivna taktika pokazala se sjajnom te je s Davisom kao vođom odveo Warriorse do doigravanja prvi puta nakon 1994. godine. U doigravanju Warriorsi su iznenađujuće svladali prvoplasirane Dallas Maverickse rezultatom serije 4-2. Tijekom te serije Davis je prosječno postizao 25 poena. U polufinalu doigravanja susreli su se s Utah Jazzom koji su ih pobijedili u pet utakmica. Njegove izvedbe u doigravanju proglašene su jednim od najboljih, a tijekom doigravanja Davis je prosječno postizao 25.3 poena, 4.5 skokova, 6.5 asistencija i 2.9 ukradenih lopti. Nakon sezone 2007./08., u kojoj Warriorsi nisu uspjeli ostvariti doigravanje, Davis je zbog problema s Nelsonom odlučio napustiti klub. 

### Los Angeles Clippers
1. srpnja 2008. Davis je potpisao petogodišnji ugovor vrijedan 65 milijuna dolara i postao član Los Angeles Clippersa. Davis je izjavio kako je došao u Clipperse u namjeri da zaigra s Eltonom Brandom. Međutim Davis je svejedno potpisao i rekao da Brandov odlazak nije imao veze s njegovom odlukom. 

## NBA statistika

### Regularni dio
| Godina    | Klub          | Odig. uta. | Uta. poč. | Min. | 2P%  | 3P%  | Sl. bac.% | Skok. | Asist. | Ukr. lop. | Blok. | Poena |
| --------- | ------------- | ---------- | --------- | ---- | ---- | ---- | --------- | ----- | ------ | --------- | ----- | ----- |
| 1999./00. | Charlotte     | 82         | 0         | 18.6 | .420 | .225 | .634      | 2.0   | 3.8    | 1.2       | .2    | 5.9   |
| 2000./01. | Charlotte     | 82         | 82        | 38.9 | .427 | .310 | .677      | 5.0   | 7.3    | 2.1       | .4    | 13.8  |
| 2001./02. | Charlotte     | 82         | 82        | 40.5 | .417 | .356 | .580      | 4.3   | 8.5    | 2.1       | .6    | 18.1  |
| 2002./03. | New Orleans   | 50         | 47        | 37.8 | .416 | .350 | .710      | 3.7   | 6.4    | 1.8       | .4    | 17.1  |
| 2003./04. | New Orleans   | 67         | 66        | 40.1 | .395 | .321 | .673      | 4.3   | 7.5    | 2.4       | .4    | 22.9  |
| 2004./05. | New Orleans   | 18         | 13        | 32.9 | .366 | .321 | .771      | 3.7   | 7.2    | 1.7       | .2    | 18.9  |
| 2004./05. | Golden State  | 28         | 19        | 35.3 | .401 | .341 | .755      | 3.9   | 8.3    | 1.8       | .4    | 19.5  |
| 2005./06. | Golden State  | 54         | 48        | 36.5 | .389 | .315 | .675      | 4.4   | 8.9    | 1.6       | .3    | 17.9  |
| 2006./07. | Golden State  | 63         | 62        | 35.3 | .439 | .304 | .745      | 4.4   | 8.1    | 2.1       | .5    | 20.1  |
| 2007./08. | Golden State  | 82         | 82        | 39.0 | .426 | .330 | .750      | 4.7   | 7.6    | 2.3       | .5    | 21.8  |
| 2008./09. | L.A. Clippers | 65         | 60        | 34.6 | .370 | .302 | .757      | 3.7   | 7.7    | 1.7       | .5    | 14.9  |
| Ukupno    |               | 673        | 561       | 35.4 | .409 | .323 | .697      | 4.0   | 7.3    | 1.9       | .4    | 16.9  |
| All-Star  |               | 2          | 0         | 14.5 | .286 | .111 | .000      | .5    | 6.0    | .5        | .0    | 4.5   |

### Doigravanje
| Godina     | Klub         | Odig. uta. | Uta. poč. | Min. | 2P%  | 3P%  | Sl. bac.% | Skok. | Asist. | Ukr. lop. | Blok. | Poena |
| ---------- | ------------ | ---------- | --------- | ---- | ---- | ---- | --------- | ----- | ------ | --------- | ----- | ----- |
| 1999./00.  | Charlotte    | 4          | 0         | 14.3 | .435 | .167 | .500      | 1.5   | 1.5    | 1.0       | .0    | 5.8   |
| 2000./01.] | Charlotte    | 10         | 10        | 39.7 | .480 | .400 | .714      | 4.4   | 5.8    | 2.8       | .5    | 17.8  |
| 2001./02.  | Charlotte    | 9          | 9         | 44.6 | .378 | .339 | .597      | 7.0   | 7.9    | 3.6       | .6    | 22.6  |
| 2002./03.  | New Orleans  | 5          | 5         | 38.8 | .446 | .343 | .727      | 3.6   | 8.4    | 1.4       | .4    | 20.4  |
| 2003./04.  | New Orleans  | 7          | 7         | 37.1 | .377 | .327 | .758      | 4.1   | 7.0    | 1.6       | .7    | 18.1  |
| 2006./07.  | Golden State | 11         | 11        | 40.5 | .513 | .373 | .770      | 4.5   | 6.5    | 2.9       | .6    | 25.3  |
| Ukupno     |              | 46         | 42        | 38.1 | .440 | .353 | .703      | 4.6   | 6.5    | 2.5       | .5    | 19.8  |

## Vanjske poveznice
- Službena stranica
- Profil na NBA.com
- Profil  Arhivirana inačica izvorne stranice od 12. svibnja 2013. (Wayback Machine) na Basketball-Reference.com
- Profil na ESPN.com
- Baron Davis u internetskoj bazi filmova IMDb-u (engl.)